# فهرست فروش خودروها
این فهرست فروش خودروها بر حسب مدل، از سال ۱۸۸۶ میلادی، از زمان درست کردن ارابه موتوری بنیانگذاران بنز است که بر اساس حروف الفبا ردیف شده است.

## ا
| تصویر                                                 | خودرو           | دوره تولید (میلادی) | فروش                                                                             |
| ----------------------------------------------------- | --------------- | ------------------- | -------------------------------------------------------------------------------- |
| 1974 AMC Gremlin.                                     | ای ام سی گرملین | ۱۹۷۰-۷۸             | ۶۷۱۴۷۵ در یک نسل تولید شده است.                                                  |
| Second generation Audi A3 with S-Line sports package. | آئودی ای۳       | ۱۹۹۶ تا امروز       | تقریباً ۱۵۰۰۰۰۰ دستگاه در دو نسل تا ژوئن ۲۰۰۶.                                    |
| The last Austin Allegro built, a 1982 1.5HL Mk.III.   | آوستین آلگرو    | ۱۹۷۳-۸۳             | ۶۶۷۱۹۲ دستگاه در یک نسل و از دو نوع هاچ بک و استیشن واگن.                        |
| 1986 MG variant of the Austin Maestro.                | آوستین مائسترو  | ۱۹۸۳-۹۴             | ۶۰۵۴۱۱ دستگاه که تحت نام روور و ام جی نیز فروخته شده است.                        |
| Austin Montego.                                       | آوستین مونتگو   | ۱۹۸۴-۹۴             | ۵۷۱۴۶۰ دستگاه که تحت نام روور و ام جی نیز فروخته شده است.                        |
| Image:Autobianchi A112.                               | اتوبینچی ای۱۱۲  | ۱۹۶۹-۸۶             | ۱۲۵۴۱۷۸ دستگاه که در بعضی بازارها و دوره ها تحت نام لانچیا ای۱۱۲ فروخته شده است. |

## ب
| تصویر                                 | خودرو         | دوره تولید (میلادی) | فروش                                   |
| ------------------------------------- | ------------- | ------------------- | -------------------------------------- |
| E30 BMW 3-Series.                     | ب ام و سری ۳  | ۱۹۷۵ تا امروز       | تقریباً ۹۵۰۰۰۰۰ در چهار نسل.            |
|                                       | بیوک آپولو    | ۱۹۷۳-۷۵             | ۲۳۳۷۹ دستگاه تولید شده است.            |
| Buick Centurion convertible.          | بیوک سنچوریون | ۱۹۷۱-۷۳             | ۱۱۰۸۰۹ دستگاه تولید شده است.           |
| 1977 Buick Electra.                   | بیوک الکترا   | ۱۹۵۹-۹۰             | ۲۱۵۴۸۵۶ دستگاه تولید شده است.          |
| 1962 Buick Invicta.                   | بیوک اینویکتا | ۱۹۵۹-۶۳             | ۱۸۶۵۰۷ دستگاه در دو نسل تولید شده است. |
| 1984-85 Buick LeSabre.                | بیوک لسیبر    | ۱۹۵۹-۲۰۰۵           | بیش از ۶۰۰۰۰۰۰ دستگاه تولید شده است.   |
| Mildly customized 1965 Buick Riviera. | بیوک ریویرا   | ۱۹۶۳-۹۹             | ۱۱۲۷۲۶۱ دستگاه در ۸ نسل تولید شده است. |
|                                       | بیوک وایلدکت  | ۱۹۶۳-۷۰             | ۴۹۲۰۴۰ دستگاه در دو نسل تولید شده است. |

## پ
| تصویر                              | خودرو              | دوره تولید (میلادی)          | فروش                                                                         |
| ---------------------------------- | ------------------ | ---------------------------- | ---------------------------------------------------------------------------- |
| Peugeot 205 Rallye.                | پژو ۲۰۵            | ۱۹۸۳-۹۸                      | ۵۲۷۸۰۰۰ دستگاه در یک نسل تولید شده است.                                      |
| Peugeot 206 in Cuba near Banes.    | پژو ۲۰۶            | ۱۹۹۸ تا امروز                | تقریباً ۵۴۰۰۰۰۰ دستگاه در یک نسل تا سال ۲۰۰۶ تولید شده است.                   |
| 1978 Peugeot 504 Coupé.            | پژو ۵۰۴            | ۱۹۶۸-۲۰۰۶                    | بیش از ۳۰۰۰۰۰۰ دستگاه در فرانسه، آرژانتین، چین، کنیا و نیجریه تولید شده است. |
| Dodge Aries station wagon.         | پلیموت رلینت       | ۱۹۸۱-۸۹                      | ۹۷۲۲۱۶ دستگاه تولید شده است.                                                 |
| 1976 Pontiac Astre                 | پونتیاک استر       | ۱۹۷۵-۷۷                      | ۱۴۷۷۳۳ دستگاه در یک نسل.                                                     |
| 1974 Pontiac Firebird Formula 400. | پونتیاک فایربیرد   | ۱۹۶۷-۲۰۰۲                    | حدود ۲۵۰۰۰۰۰ دستگاه در چهار نسل.                                             |
| 2005 Pontiac Grand Am.             | پونتیاک گرند ای ام | ۱۹۷۳–۷۵, ۱۹۷۸–۸۰ , ۱۹۸۵–۲۰۰۶ | ۴۰۰۰۰۰۰ دستگاه در پنج نسل.                                                   |
|                                    | پورشه کاررا جی تی  | ۲۰۰۴-۰۶                      | ۱۲۷۰ دستگاه                                                                  |

## ت
| تصویر                                                        | خودرو           | دوره تولید (میلادی) | فروش |
| ------------------------------------------------------------ | --------------- | ------------------- | --- |
| First generation Toyota Camry.                               | تویوتا کمری     | ۱۹۸۳ تا امروز       | حدود ۱۰۰۰۰۰۰۰ دستگاه در ۵ نسل.                                                                                             |
| First generation Toyota Corolla.                             | تویوتا کرولا    | ۱۹۶۶ تا امروز       | ۳۲۰۰۰۰۰۰ دستگاه تا سپتامبر ۲۰۰۶.حدود ۳۰ میلیون دستگاه فروش و خودرویی پرفروش با فروشی معادل ۱.۳۶ میلیون دستگاه در سال ۲۰۰۵. |
| Toyota Land Cruiser at the 2005 IAA.                         | تویوتا لند کروز | ۱۹۵۳ تا امروز       | ۴۰۰۰۰۰۰ دستگاه در پنج نسل                                                                                                  |
| Toyota Prius.                                                | تویوتا پریوس    | ۱۹۹۷ تا امروز       | خودروی پرفروش چندگانه‌سوز.تا می ۲۰۰۸ ،۱۰۰۰۰۰۰ دستگاه از این خودرو تولید شده است.                                            |
| The short-lived Trabant 1.1 with VW Polo four-stroke engine. | تربنت           | ۱۹۵۷-۹۱             | ۳۰۰۰۰۰۰ دستگاه تولید شده است.                                                                                              |

## ج
| تصویر               | خودرو               | دوره تولید (میلادی) | فروش                                                                          |
| ------------------- | ------------------- | ------------------- | ----------------------------------------------------------------------------- |
| 2000 Jeep Cherokee. | جیپ چروکی (ایکس جی) | ۱۹۸۴ تا امروز       | ۲۸۸۴۱۷۲ دستگاه تا سال ۲۰۰۱ در آمریکای شمالی و بعد از آن در چین تولید شده است. |

## د
| تصویر                      | خودرو                 | دوره تولید (میلادی) | فروش                                                                                    |
| -------------------------- | --------------------- | ------------------- | --------------------------------------------------------------------------------------- |
| Dodge Aries station wagon. | داج اریز/پلیموت رلینت | ۱۹۸۱-۸۹             | به کی-کارز هم مشهورند و روی هم با دو مارک متفاوت به تعداد ۹۷۲۲۱۶ دستگاه فروخته شده است. |

## ر
| تصویر                    | خودرو       | دوره تولید (میلادی) | فروش                                                                                                |
| ------------------------ | ----------- | ------------------- | --------------------------------------------------------------------------------------------------- |
|                          | رنو ۴       | ۱۹۶۱-۹۲             | ۸۰۰۰۰۰۰ دستگاه در یک طرح.                                                                           |
| Renault 4CV.             | رنو ۴سی وی  | ۱۹۴۶-۶۱             | ۱۱۰۵۵۴۷ دستگاه در یک طرح و نخستین خودروی فرانسوی که توانست بیش از یک میلیون دستگاه فروش داشته باشد. |
| Renault 5.               | رنو ۵       | ۱۹۷۲-۹۶             | ۵۴۷۱۷۰۹ دستگاه در دو نسل.                                                                           |
| Mk.3 Renault Clio.       | رنو کلیو    | ۱۹۹۱ تا حالا        | خودروی پر فروش فرانسوی با ۸۵۳۵۲۸۰ دستگاه در دو نسل.                                                 |
| Mk.3 Renault Clio.       | رنو تویینگو | ۱۹۹۳ تا حالا        | ۲۴۰۰۰۰۰ دستگاه.                                                                                     |
| 1998 Rover 200.          | روور ۲۰۰    | ۱۹۸۴-۲۰۰۵           | ۱۴۵۰۰۰۰ دستگاه در چهار نسل.                                                                         |
| Rover 400.               | روور ۴۰۰    | ۱۹۹۰ تا ۲۰۰۵        | ۷۶۹۲۷۵ دستگاه در سه نسل تولید شده است.                                                              |
|                          | روور ۷۵     | ۱۹۹۸ تا امروز       | ۲۳۸۳۲۴ دستگاه در یک نسل تولید شده است.                                                              |
| 1997 Rover 800 fastback. | روور ۸۰۰    | ۱۹۸۶-۹۸             | ۳۱۷۱۲۶ دستگاه در دو نسل تولید شده است.                                                              |
| 1989 MG Metro Turbo.     | روور مترو   | ۱۹۸۰-۹۸             | ۲۰۷۸۷۱۸ دستگاه تولید شده است.                                                                       |

## س
| تصویر                     | خودرو          | دوره تولید (میلادی) | فروش                                                                |
| ------------------------- | -------------- | ------------------- | ------------------------------------------------------------------- |
| 1984 Saab 900 Turbo 16 S. | ساب ۹۰۰        | ۱۹۷۸-۹۳             | خودروی پر فروش ساب با فروشی معادل ۹۰۸۸۱۰ دستگاه در یک نسل.          |
| 1973 Simca 1000 GL.       | سیمکا ۱۰۰۰     | ۱۹۶۱-۷۸             | ۱۹۳۵۰۹۸ دستگاه فروخته شده است.                                      |
| Simca 1100.               | سیمکا ۱۱۰۰     | ۱۹۶۷-۸۵             | ۲۱۳۹۴۰۰ دستگاه فروخته شده است.                                      |
| 2005 Subaru Legacy 2.5GT. | سوبارو لگیسی   | ۱۹۸۸ تا امروز       | ۳۰۰۰۰۰۰ دستگاه در چهار نسل فروخته شده است.                          |
| 1998 Suzuki WagonR-Wide.  | سوزوکی واگن آر | ۱۹۹۳ تا امروز       | خودروی پر فروش ژاپنی با فروش ۲۵۰۰۰۰۰ دستگاه در سه نسل تا ژوئن ۲۰۰۶. |